# 杂种 (贬称)
杂种（也稱孽種或杂碎）是一個貶稱，在华人和朝鮮人间很普遍的侮辱性字眼，朝鲜语作，还有更进一步的“狗杂种”、“狗杂碎”或“死杂种”等。
「雜種」用來罵人時則是一句髒話，意思是本国人与外国人种之后，比如亚欧混血。

## 争议性
杂种的含义有以下两种：
- 混血儿：一般上，民间都会自认自己是「纯种民族」，因此便將混血儿贬稱為“杂种”。这种看法在单一民族國家地区相对更盛行，在民族多元且融和地区则少见。
- 非婚生子女或因通奸等原因生下的孩子：是一般情况下所代表的含义，是文化意义上的贬称。

另外，由於「雜種」在粵語中與「習近平總書記」簡稱的「習總」同音，也有人以此代指習近平，增強其貶義色彩。